# Centeterus euryptychiae
Centeterus euryptychiae är en stekelart som först beskrevs av William Harris Ashmead 1890.  Centeterus euryptychiae ingår i släktet Centeterus och familjen brokparasitsteklar. Inga underarter finns listade.